# Černá hora (Böhmerwald)
Die Černá hora (deutsch: Schwarzberg) ist ein Berg im Böhmerwald, Tschechien. 

## Lage
Der Gipfel des Berges erreicht eine Höhen von 1315 m n.m. und liegt etwa 1 km nördlich der Grenze zu Bayern. Über den Gipfel führt von West nach Süd die Verwaltungsgrenze zwischen den Gemeinden Modrava und Kvilda (Außergefild), welche damit auch den Plzeňský kraj (d. h. Westböhmen) nach Südböhmen hin begrenzt. 
Östlich davon erheben sich der Stráž (Postberg, 1308 m n.m.) mit seinen Nebengipfel Holý vrch (Hohebretterberg, 1294 m n.m.) und dem 200 m südlich der böhmisch-bayerischen Grenze befindlichen Siebensteinkopf (1263 m). 
Nach Norden trennt den Schwarzberg das auf 1175 m n.m. gelegene Hochmoor Černohorský močál (Markfilz) vom 1244 m n.m. hohen Čertův vrch (Steinköpfel) und dessen Nebengipfel Tetřev (Hanifberg, 1260 m n.m.). Weitere Gipfel in der Nähe sind:
- der 4 km südwestlich liegende Velká Mokrůvka (Moorberg, 1370 m n.m.), welcher die höchste Erhebung des Pilsner Kreises und ein Nebengipfel des Lusen (1373 m) in Bayern ist.
- der 8 km westlich liegende Plattenhausenriegel (1376 m) mit seinem böhmischen Nebengipfel Blatný vrch (1367 m n.m.)

Unterhalb des steilen Osthanges liegt ein Moorgebiet, in dem auf einer Seehöhe von 1170 m n.m. die Teplá Vltava (Warme Moldau) entspringt. Am Südhang entspringt der Reschbach, der unterhalb der Ederplatten (1065 m) den nächsten bayerischen Ort Finsterau westlich umfließt.
Nächstgelegene Orte sind das 5 km nordöstlich gelegene Kvilda (Außergefild) sowie Finsterau, das 6 km südlich liegt. 
Wanderwege und ein Skiwanderweg der Šumavská magistrála (Böhmerwaldmagistrale) führen nicht zum Gipfel des Schwarzberges, sondern queren seine Südflanke parallel der Staatsgrenze. 

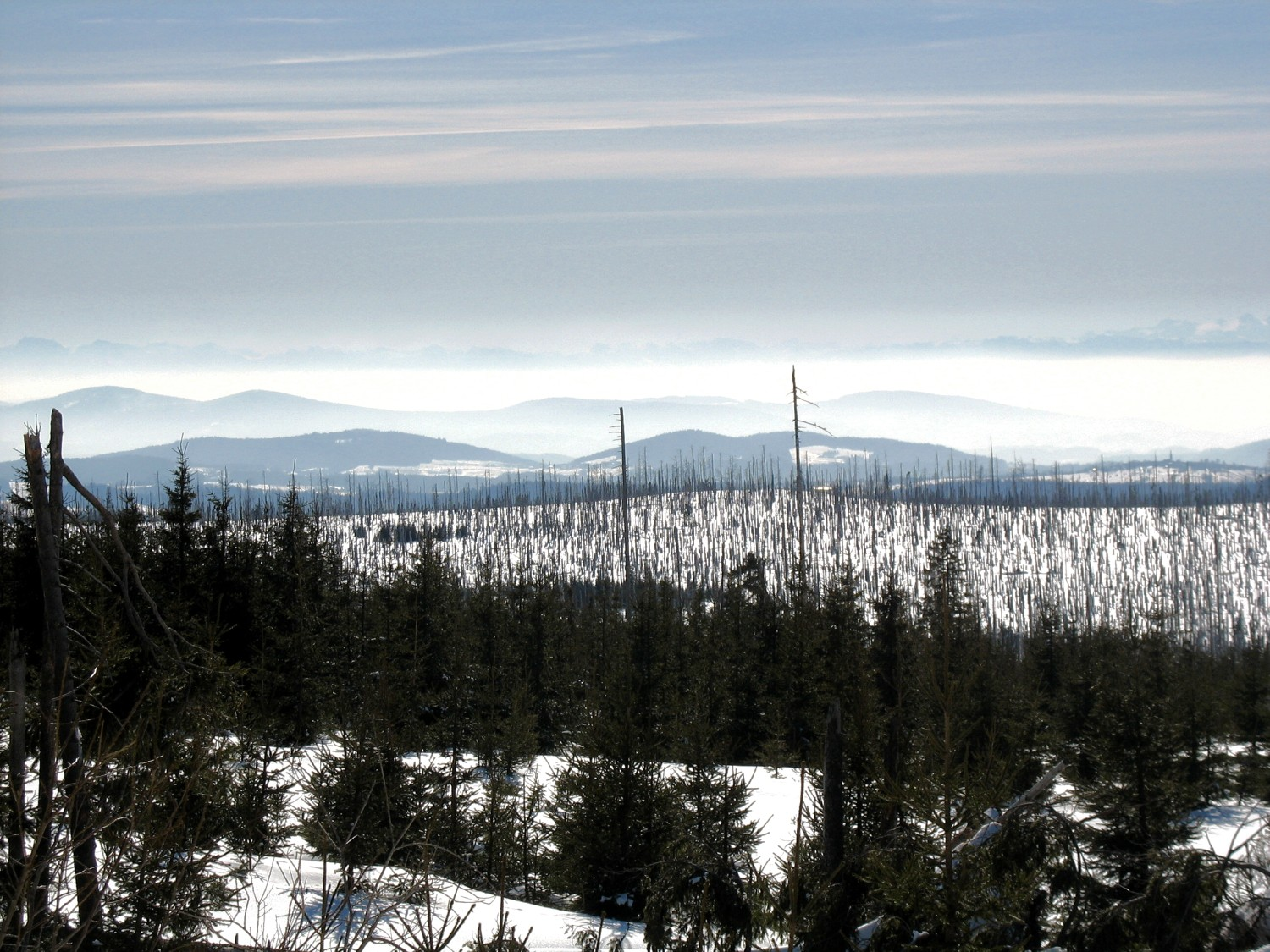
Blick über den Bayerischen Wald zu den Alpen (Hintergrund).

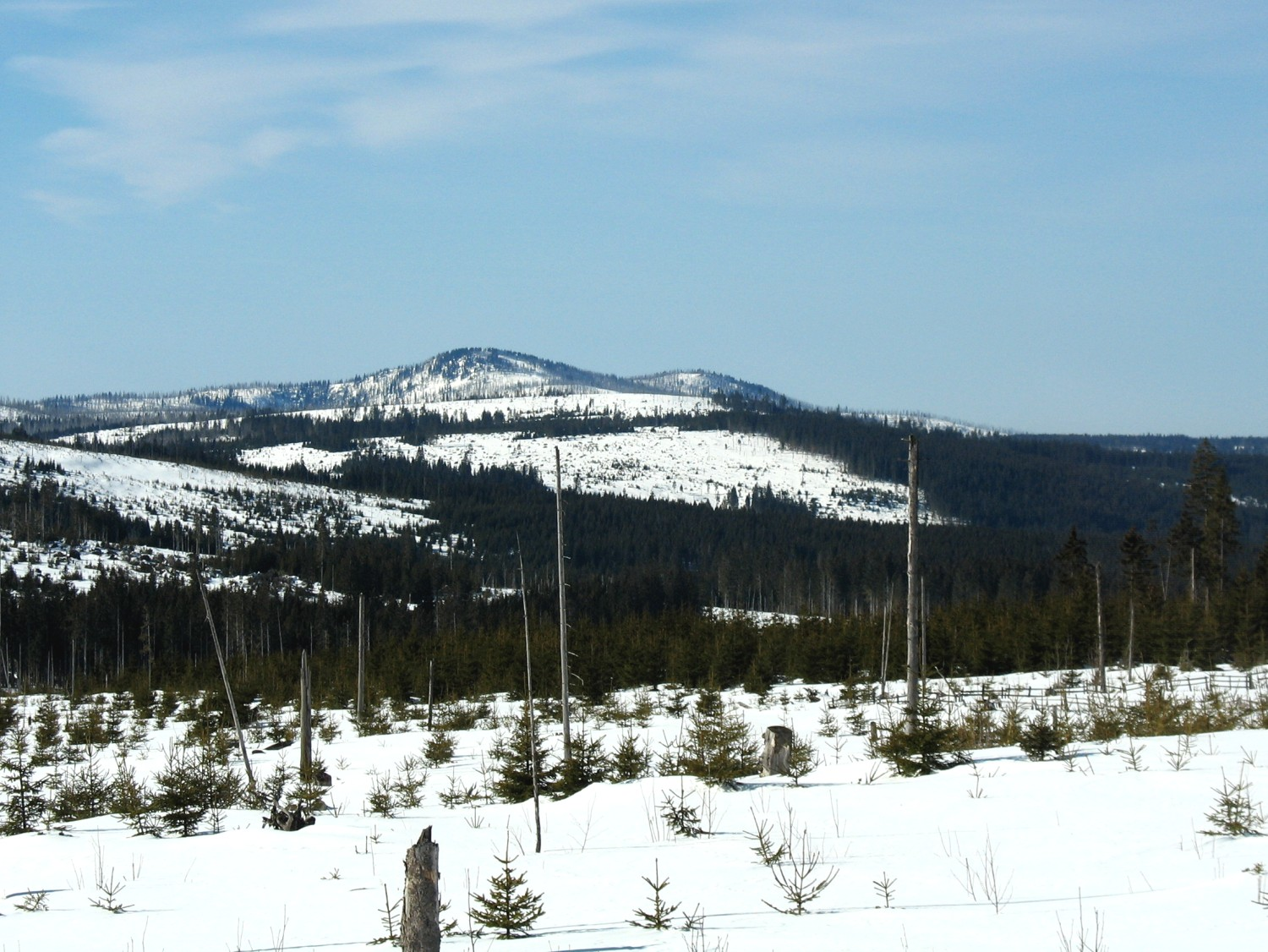
Blick zum 12 km westlich liegenden Großen Rachel in Bayern.